# 兰多弗 (马里兰州)
兰多弗（英語：Landover）是美国马里兰州乔治王子县的一個非建制地區和普查规定居民点。根據2020年美國人口普查，該地共有人口25,998。兰多弗的命名源於威爾斯小鎮兰达弗里。

## 经济
八点钟咖啡的咖啡生产厂位于兰多弗。巨人食品公司的总部设在乔治王子县的兰多弗附近新卡罗顿地铁站旁边。 

## 运动

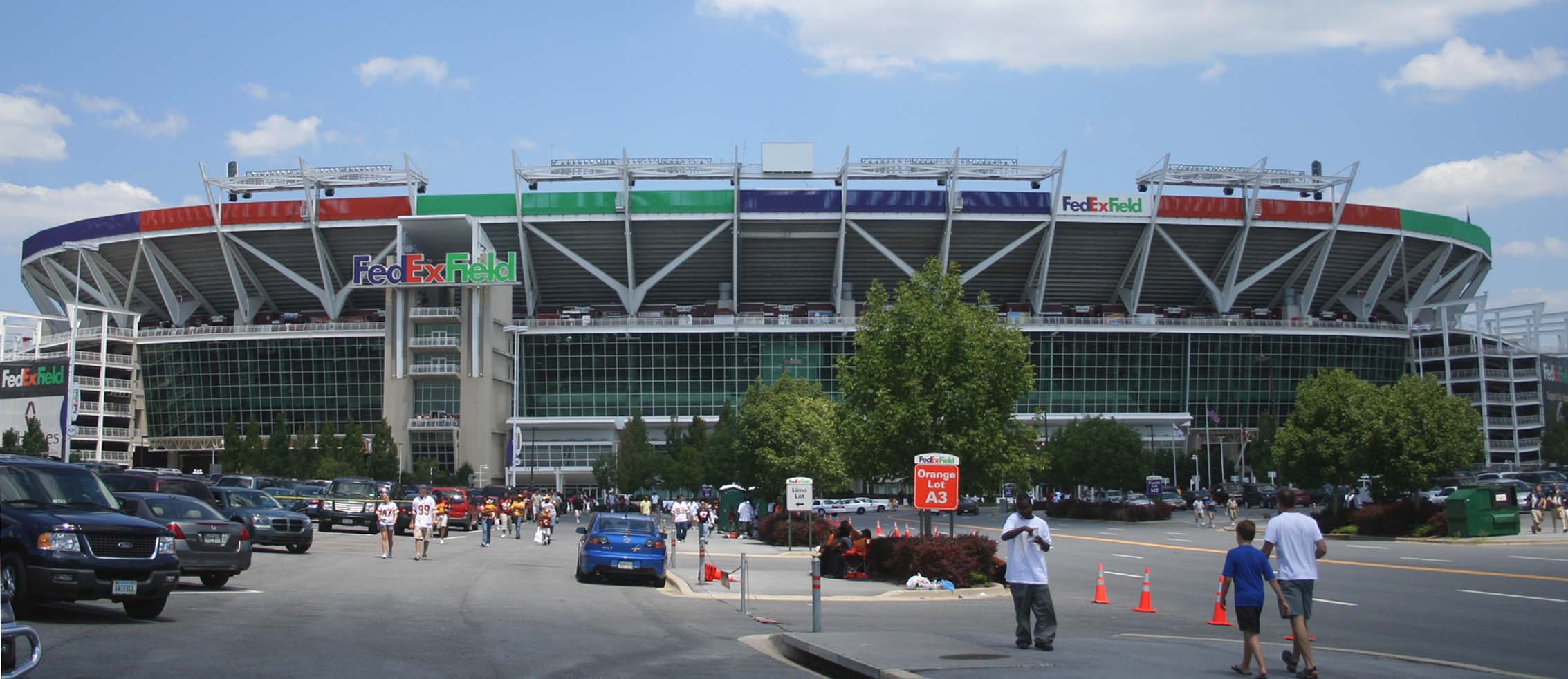
联邦快递球场位于兰多弗

联邦快递球场是NFL华盛顿指挥官主场。 

## 基础设施

### 交通
Landover是华盛顿特区少数几个由两条独立的华盛顿地铁服务的地区之一。Landover境内有橙线和蓝线提供服务。兰多弗站是服务于Landover地区的主要地铁站。 南部有蓝线摩根大道站，可以到达华盛顿指挥官主场联邦快递球场。除了位于境内的两站，Landover居民还可以使用附近的其他地铁站，例如新卡罗顿站、Cheverly地铁站、Largo Town Centre地铁站等。 
495州际公路首都环线横穿50号美国国道在Landover。

## 外部連結
维基共享资源上的相關多媒體資源：兰多弗